# Anastraphia
Anastraphia D.Don, 1830 è un genere di piante angiosperme dicotiledoni della famiglia delle Asteraceae.

## Descrizione
In questo gruppo sono presenti sia piante erbacee perenni che arbusti.
Le foglie lungo il caule sono disposte in modo alternato; sono picciolate o sub-sessili. La forma, in genere intera e semplice, è molto varia: lanceolata, oblanceolata, ellittica, ovata o lineare, quasi sempre con apice acuto e bordi con spinati e mucronati . Le venature sono del tipo pennato. La consistenza in genere è coriacea o subcoriacea.
Le infiorescenze sono composte da capolini discoidi, peduncolati solitari o poco numerosi e tutti terminali. I capolini sono formati da un involucro a forma da oblunga a campanulata o a spirale composto da brattee (o squame) all'interno delle quali un ricettacolo fa da base ai fiori. Le brattee, simili a foglie con forme ovate, lanceolate o lineari, sono disposte su più serie in modo embricato e scalate in altezza. Il ricettacolo, glabro e alveolati, è privo di pagliette a protezione della base dei fiori (ricettacolo nudo).
I fiori sono tetraciclici (a cinque verticilli: calice – corolla – androceo – gineceo) e in genere pentameri (ogni verticillo ha 5 elementi). I fiori sono ermafroditi e fertili.
- Formula fiorale:

*/x K {\displaystyle \infty }, [C (5), A (5)], G 2 (infero), achenio
- Calice: i sepali del calice sono ridotti ad una coroncina di squame.
- Corolla: le corolle sono tubolari e profondamente sezionate.
- Androceo: l'androceo è formato da 5 stami con filamenti liberi e antere saldate in un manicotto circondante lo stilo.[11] Le antere in genere hanno una forma sagittata con appendici apicali acute. Le teche sono calcarate (provviste di speroni) ed hanno code lunghe, lisce o pelose. Il polline normalmente è tricolporato a forma sferoidale o prolata (può essere microechinato).[3]
- Gineceo: il gineceo ha un ovario uniloculare infero formato da due carpelli.[11]. Lo stilo è unico e con due stigmi. Gli stigmi sono corti con terminazioni più o meno arrotondate. L'ovulo è unico e anatropo.

I frutti sono degli acheni con pappo. La forma degli acheni è più o meno cilindrica con alcune coste longitudinali e superficie pubescente o sericea. Il carpoforo (o carpopodium) è anulare o cilindrico a volte poco appariscente. Il pappo è formato da setole disposte su alcune serie. Le setole sono appuntite (raramente sono ampie e piatte) e qualche volta sono piumose all'apice. Il pappo è direttamente inserito nel pericarpo o è connato in un anello parenchimatico posto sulla parte apicale dell'achenio.

## Biologia
- Impollinazione: l'impollinazione avviene tramite insetti (impollinazione entomogama tramite farfalle diurne e notturne).
- Riproduzione: la fecondazione avviene fondamentalmente tramite l'impollinazione dei fiori (vedi sopra).
- Dispersione: i semi (gli acheni) cadendo a terra sono successivamente dispersi soprattutto da insetti tipo formiche (disseminazione mirmecoria). In questo tipo di piante avviene anche un altro tipo di dispersione: zoocoria. Infatti gli uncini delle brattee dell'involucro si agganciano ai peli degli animali di passaggio disperdendo così anche su lunghe distanze i semi della pianta.

## Distribuzione
Le specie di questo genere si trovano nelle Bahamas, Cuba, Repubblica Dominicana e Haiti.

## Tassonomia
La famiglia di appartenenza di questa voce (Asteraceae o Compositae, nomen conservandum) probabilmente originaria del Sud America, è la più numerosa del mondo vegetale, comprende oltre 23.000 specie distribuite su 1.535 generi, oppure 22.750 specie e 1.530 generi secondo altre fonti (una delle checklist più aggiornata elenca fino a 1.679 generi). La famiglia attualmente (2021) è divisa in 16 sottofamiglie.

### Filogenesi
La sottofamiglia Gochnatioideae, nell'ambito delle Asteraceae occupa una posizione più o meno "basale" (si è evoluta prima rispetto al resto della maggior parte delle sottofamiglie) ed è molto vicina alle sottofamiglie Wunderlichioideae e Hecastocleidoideae; con la sottofamiglia Wunderlichioideae forma un "gruppo fratello". La sottofamiglia ha solamente la tribù Gochnatieae ed è caratterizzata da specie più o meno arbustive, capolini eterogami, ricettacoli alveolati, appendice dell'antere apicolate, stilo ispessito sotto gli stigmi e acheni a 5 coste.
Nell'ambito delle Gochnatieae il genere Anastraphia insieme al genere Tehuasca forma un "gruppo fratello", gruppo a sua volta collegato al genere Nahuatlea. Questi generi insieme formano uno dei due cladi principali, quello dei generi discoidi, della ribù (l'altro clade è formato dai generi  Gochnatia, Richterago e Cnicothamnus).
L'età di formazione della sottofamiglia/tribù varia (secondo varie ricerche) da 36 a 18 milioni di anni fa.

### Elenco specie
Il genere comprende le seguenti 33 specie:
- Anastraphia attenuata Britton
- Anastraphia buchii  Urb.
- Anastraphia calcicola  Britton
- Anastraphia cowellii  Britton
- Anastraphia crassifolia  Britton
- Anastraphia crebribracteata Ventosa & P.Herrera
- Anastraphia cristalensis Ventosa & P.Herrera
- Anastraphia cubensis Carabia
- Anastraphia ekmanii  Urb.
- Anastraphia elliptica  León
- Anastraphia enneantha  S.F.Blake
- Anastraphia geigeliae  Ventosa & P.Herrera
- Anastraphia gomezii  León
- Anastraphia herrerae  Ventosa
- Anastraphia ilicifolia  D.Don
- Anastraphia intertexta  C.Wright ex Griseb.
- Anastraphia maisiana  León
- Anastraphia mantuensis  C.Wright ex Griseb.
- Anastraphia microcephala  Griseb.
- Anastraphia montana  Britton
- Anastraphia northropian  Greenm.
- Anastraphia obovat a Urb. & Ekman
- Anastraphia obtusifolia  Britton
- Anastraphia oligantha  Urb.
- Anastraphia oviedoae  Ventosa & P.Herrera
- Anastraphia parvifolia  Britton
- Anastraphia pauciflosculosa  C.Wright ex Hitchc.
- Anastraphia picardae  Urb.
- Anastraphia recurva  Britton
- Anastraphia sessilis (Alain) Ventosa & V.A.Funk
- Anastraphia shaferi  Britton
- Anastraphia tortuensis Urb.
- Anastraphia wilsonii  Britton